# Wisdom : Tous contre le crime
Wisdom : Tous contre le crime (Wisdom of the Crowd) est une série télévisée américaine en treize épisodes de 42 minutes développée par Ted Humphrey d'après la série israélienne du même titre, et diffusée entre le 1er octobre 2017 et le 14 janvier 2018 sur le réseau CBS et en simultané sur le réseau Global au Canada.
En Belgique, la série est diffusée depuis le 22 juillet 2018 sur RTL-TVI, en France à partir du 29 novembre 2018 sur W9 et au Québec, elle a été acquise à l'automne 2018 par le réseau V. Sa diffusion a débuté le 15 janvier 2021 sur Noovo. Elle reste inédite dans les autres pays francophones.

## Synopsis
Jeffrey Tanner est un expert en informatique et inventeur. Pour résoudre le meurtre de sa fille Mia, il crée le réseau Sophe (prononcé « Sophie ») sur le net afin d'obtenir des informations. Cela va totalement révolutionner la criminologie dans la ville de San Francisco. Pour mener à bien son enquête, il recrute des talents issus de milieux professionnels très différents. En parallèle de l'enquête sur sa fille, il va aider la police de la ville, notamment l'inspecteur Tommy Cavanaugh.

## Distribution

### Acteurs principaux
- Jeremy Piven (VF : Lionel Tua) : Jeffrey Tanner
- Richard T. Jones (VF : Daniel Lobé) : Tommy Cavanaugh
- Natalia Tena (VF : Céline Ronté) : Sara Morton
- Monica Potter (VF : Patricia Piazza Georget) : Alex Hale
- Blake Lee (en) (VF : Marc Arnaud) : Josh Novak
- Jake Matthews (VF : Juan Lorca) : Tariq Bakari

### Acteurs récurrents et invités
- Ion Overman (VF : Sophie Riffont) : Elena Ruiz (11 épisodes)
- Malachi Weir (VF : Pierre Tissot) : Mike Leigh (8 épisodes)
- Ramses Jimenez : Carlos Ochoa (8 épisodes)
- Laura Hammer : Hive Tech (8 épisodes)
- Abigail Cowen (VF : Audrey Sourdive) : Mia Tanner (5 épisodes)
- Beth Littleford : Nell Degraf (4 épisodes)
- Noel Gugliemi : Huero / Flaco Guerrero (4 épisodes)
- Rosemary Dominguez : Maria Ochoa (4 épisodes)

## Production
Le 27 novembre 2017, la production a été informée que la série se terminera à l'issue de la commande initiale de treize épisodes. De ce fait, l'arc narratif principal (à savoir la recherche du meurtrier de la fille de Jeffrey Tanner) ne sera pas clos par le dernier épisode qui ouvre la porte sur la poursuite de l'enquête par les "Utilisateurs" dans la saison suivante.

## Épisodes
1. Sophie (Pilot)
2. Jeu de pistes (In the Wild)
3. L'Orée des pins (Machine Learning)
4. Martyrs (User Bias)
5. Conspiration (Clear History)
6. Dix étapes en or (Trojan Horse)
7. Témoin gênant (Trade Secrets)
8. Au point mort (Denial of Service)
9. Girl power (Proof of Concept)
10. En direct live (Live Stream)
11. Fausses routes (Alpha Test)
12. Mouton noir (Root Directory)
13. Un miroir aux alouettes (The Tipping Point)

## Audiences
Le pilote a été vu par 8,83 millions de téléspectateurs aux États-Unis, et 1,129 million au Canada.